# Вјечни мир (1686)
Вјечни мир (рус. Вечный мир, пољ. Pokój wieczysty, литв. Amžinoji taika), у пољској историографији познат као Мир Гжимултовског (пољ. Pokój Grzymułtowskiego), био је мировни споразум између Руског царства и Државне заједнице Пољске и Литваније потписан 6. маја 1686. у Москви. Мир су потписали изласланици Пољско-литванске заједнице познањски војвода Кшиштоф Гжимултовски и литвански канцелар Марцјан Александер Огињски с једне стране и руски књаз Василије Голицин с друге стране. Стране су подстакнуте на сарадњу након велике геополитичке интервенције Османског царства у Хетманшчини.
Споразум је потврдио раније Андрусовско примирје из 1667. године. Састојао се од преамбуле и 33 члана. Споразумом је Русији припала лијевообална Украјина са Кијевом на десној обали. Пољско-литванској заједници је требало исплатити 146.000 рубаља као надокнаду за губитак Лијеве обале. Области Запорошког сеча, Северије, градови Чернигов, Стародуб, Смоленск и њихова предграђа такође су уступљени Русији, док је Пољско-литванска заједница задржала деснообалну Украјину. Обје стране су се сложиле да не потпишу посебан споразум са Османским царством. Потписивањем овог споразума Русија је постала члан антитурске коалиције, коју су чинили Пољско-литванска заједница, Свето римско царство и Млетачка република. Русија се обавезала да ће организовати војни поход против Кримског каната, што је довело до Руско-турског рата (1686—1700).
Споразум је био велики успјех за руску дипломатију. Уз оштро противљење у Пољско-литванској заједници, Сејм га је ратификовао тек 1710. године. Оспорен је правни легитимитет његове ратификације. Према Јацеку Сташевском, споразум није потврђен резолуцијом Сејма све до Конвокационог сејма 1764. године.
Границе између Русије и Пољско-литванске заједнице утврђене споразумом остале су на снази све до прве подјеле Пољске 1772. године.